# 獨活寄生湯
獨活寄生湯屬於中醫方劑的治風劑，出自《備急千金要方》，由15味中藥組成，是用以治療風寒濕痹的常用方劑，症狀可見腰膝作痛，冷痺無力，屈伸不便。《醫方集解》將本方歸於足少陰厥陰藥。
本方的組成包括獨活、桑寄生、人參、茯苓、甘草、當歸、芍藥、川芎、熟地黃、桂心、杜仲、牛膝、細辛、防風、秦艽。將前15味中藥研粗末，水煎服。
若無真品的桑寄生，可用續斷代替。

## 方義
依照中醫學傳統的方義解釋，本證是由於風、寒、濕三氣痹著日久，導致肝腎不足、氣血兩虛，故見腰膝痠軟、麻木不仁、屈伸不利等。本方中的獨活、細辛，入少陰通血脈。秦艽、防風，疏經升陽以袪風。桑寄生：益氣血，袪風濕。杜仲、牛膝：健骨強筋而固下。芎、歸、芍、地：活血而補陰。參、桂、苓、草，益氣而補陽。辛溫以散之，甘溫以補之，使氣血足而風濕除，則肝腎強而痹痛可癒。

## 臨床應用
焦樹德常用本方加減，治療坐骨神經痛、骨關節病、骨刺、風濕等。

## 變方
將獨活改羌活，稱為「羌活續斷湯」。

## 外部連結
- 獨活寄生湯 中藥方劑圖像數據庫 (香港浸會大學中醫藥學院) （中文）（英文）
- 辛溫祛濕，補骨益肝腎──獨活寄生湯的最近新知 （页面存档备份，存于） 衛生福利部國家中醫藥研究所 （中文）